# Virginia Union Panthers
Virginia Union Panthers, (español: los Panteras de Virginia Union) es el nombre de los equipos deportivos de la Universidad Virginia Union, situada en Richmond, Virginia. Los equipos de los Panthers participan en las competiciones universitarias organizadas por la NCAA, y forman parte desde su fundación en 1912 de la Central Intercollegiate Athletic Association.

## Programa deportivo
Los Panthers compiten en 6 deportes masculinos y en otros 7 femeninos:
| - Masculino - Baloncesto - Atletismo - Golf - Tenis - Fútbol americano - Cross | - Femenino - Baloncesto - Voleibol - Atletismo - Cross - Softball - Tenis - Bowling |

### Campeonatos nacionales
- Baloncesto masculino: 1980, 1992 y 2005
- Baloncesto femenino: 1983
- Fútbol americano: 1923 y 1948[1]

## Instalaciones deportivas
- Barco-Stevens Hall es el pabellón donde disputan sus competiciones los equipos de baloncesto y voleibol. Tiene una capacidad para 2.500 espectadores y es sede de los equipos desde 1947.[2]

- Hovey Field es el estadio donde disputan sus encuentros el equipo de fútbol americano. Tiene una capacidad para 10.000 espectadores y fue inaugurado en 1909.[2]